# Cordylus vittifer
Cordylus vittifer là một loài thằn lằn trong họ Cordylidae. Loài này được Reichenow mô tả khoa học đầu tiên năm 1887.